# 반구

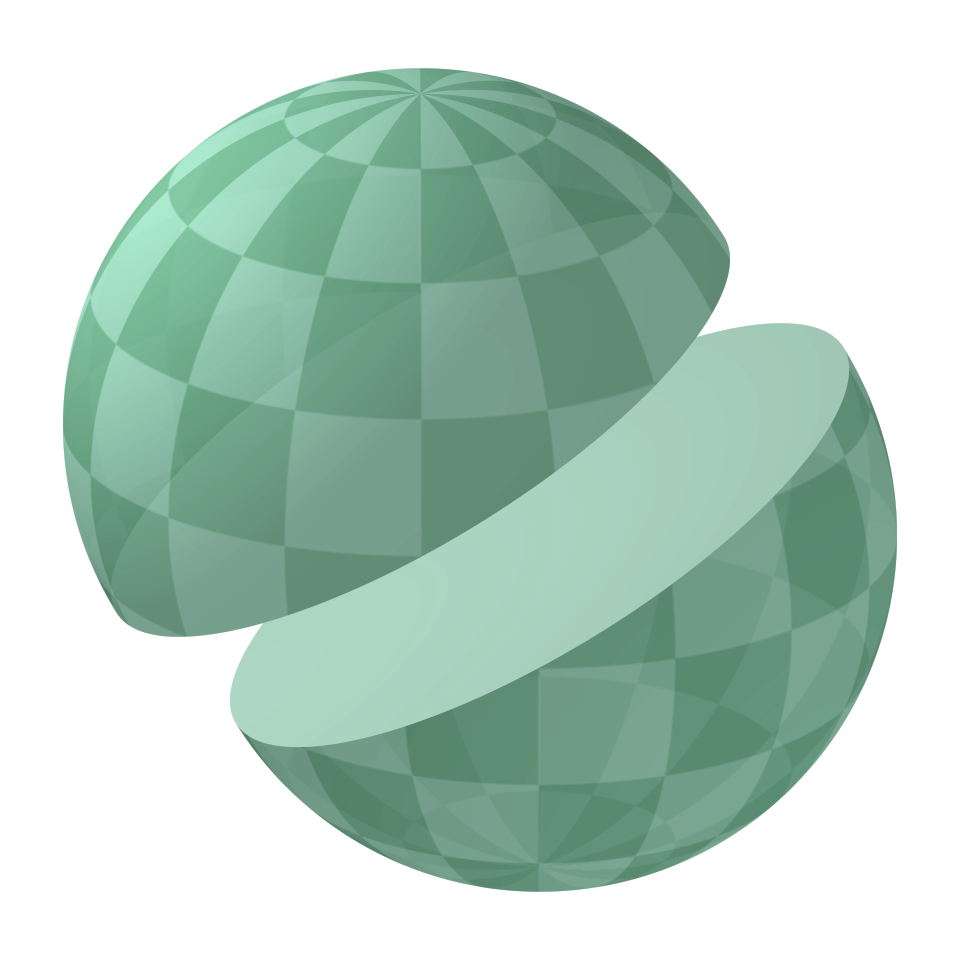
구는 대원을 따라 두 개의 반구로 나뉜다.

반구(半球, 영어: hemisphere)는 구의 반을 뜻한다.
보통 지구를 둘로 나눌때 쓰이지만 기하학에서도 쓰인다.

## 종류
- 동반구와 서반구 - 본초 자오선을 따라 둘로 나뉜다.
- 남반구와 북반구 - 적도를 따라 둘로 나뉜다.
- 육반구와 수반구 - 육지와 바다의 비율에 따라 둘로 나뉜다.

## 기하학
반지름의 길이가 {\displaystyle r}인 반구의 부피와 겉넓이는 다음과 같다.
{\displaystyle V={\frac {2}{3}}\pi r^{3}}
{\displaystyle A=2\pi r^{2}\,}

## 같이 보기
- 남북 격차
- 동서양 이분법